# Osella FA1F
Az Osella FA1F egy Formula–1-es versenyautó, melyet az Osella csapat tervezett és versenyeztetett az 1984-es, az 1985-ös és az 1986-os Formula–1 világbajnokságban. Pilótái 1984-ben Piercarlo Ghinzani és Jo Gartner voltak, 1985-ben csak Ghinzani, 1986-ban pedig Christian Danner, Allen Berg és Alex Caffi.

## Áttekintés
Az 1983-as szezonban egyértelművé vált, hogy a szívómotoros autók korszakának vége: a turbók nemcsak gyorsabbak, hanem már megbízhatóbbak is lettek, ennek köszönhetően aki nem ilyen motort használt, annak gyakorlatilag esélye sem maradt eredmények elérésére. Már ebben az idényben is 15 győzelemből tizenkettőt turbómotoros autó aratott. 1984-ben a nagycsapatok után a kisebbek is elkezdtek ilyeneket használni, gyakran a nagyokkal kötött megállapodás alapján. Az Osella is így tett, ennek eredményeképpen már 1983-ban megkaphatták az Alfa Romeo V12-es motorjait, amelyek viszont elavultak, pazarlóak és megbízhatatlanok voltak. 1984-től aztán jogosultak lettek a gyártó turbómotorjának használatára, melyek egészen 1988-ig használatban is maradtak náluk. A motorok mellé a hátsó futóművet és egyes alkatrészeket is adtak.
A partnerségi megállapodás keretében az új autójuk kifejlesztésénél is sokat segítettek. Ezért az FA1F jelentős részben megegyezik az Alfa Romeo 183T versenyautóval. Az Osella első FA1F autója lényegében egy átépített 183T kasztni volt, és csak később építették meg a saját változatukat. Ez az autó már nem alumínium, hanem szénszálas vázszerkezet mentén épült meg. Az első autót Ghinzani a dél-afrikai nagydíj edzésén egy brutális balesetben megsemmisítette (amelyben ő maga is súlyos égési sérüléseket szenvedett), ezért már a harmadik futamra elkészült a saját kasztni. Ami újdonság volt, az a felfüggesztés, az oldaldobozok, és az orr kialakítása, valamint a kicsivel nagyobb tengelytáv.
Habár az Osella is megkapta a 890T jelzésű V8-as turbómotorokat, nem a legfrissebb specifikációjút, mert az újításokat az Alfa Romeo megtartotta a saját csapatának. Általánosságban elmondható volt azonban, hogy a V8-as kivitelű motor zsákutca volt: a riválisok vagy V6-os vagy soros négyhengeres motorokat használtak, ezekhez képest pedig nagyobb, nehezebb, kevésbé takarékos, ráadásul gyengébb is lett, nem is beszélve a továbbra is meglévő megbízhatósági gondokról.
1984-ben gyakorlatilag az egész idényt ezzel versenyezték végig, 1985-ben Ghinzani vezette két futam erejéig, 1986-ban pedig az újonc pilóták vezethették. Még 1987-ben is megneveztek egyet belőle tartalékként, de nem került bevetésre.

### 1984
Az elszabaduló költségek miatt az Osella mindössze egy autóval állt ki a szezon elején, amit Ghinzani vezetett. Dél-Afrikában az olasz hatalmas balesetet szenvedett: az autója egy töltésnek csapódott, majd többször átfordult a tengelyén, kettétört és kigyulladt. Csodával határos módon megúszta súlyos égési sérülésekkel. De már a következő, belga futamon rajthoz állt, azzal a kasztnival, amivel Jo Gartner mutatkozhatott volna be. Gartner így Imolában versenyezhetett csak a csapattal, még az FA1E modellel. Ezután egészen a brit nagydíjig csak Ghinzani vezetett. A Dallasban megrendezett, pokoli hőségben, embert próbáló körülmények között zajló versenyen az ötödik helyen intették le, amivel két pontot szerzett - ez volt a csapat történetének utolsó pontszerzése. Ezután felemás versenyek következtek, több kieséssel. Az olasz nagydíjon Ghinzani akár negyedik is lehetett volna, ha autójából nem fogy ki az üzemanyag. Ugyanitt Gartner hiába ért célba az ötödik helyen, ezért a csapat nem kapott pontokat, mert a szezon elején csak egy autót neveztek, így a másik eredményei nem számítottak.

### 1985
Pénzhiány miatt újra csak egy autót indított a csapat, amit továbbra is Ghinzani vezetett, ráadásul fejlesztésekre sem futotta, tesztelni sem tudtak. Az autót csak az első két futamon használták, célbaértek, de pontot nem szereztek.

### 1986
A csapat ekkor Ghinzaninak már az újabb, FA1G és FA1H modelleket adta, a második számú pilóták viszont ezt, az addigra már meglehetősen elavult konstrukciót használták. Az első hat versenyen Christian Danner vezethette, aki egyszer nem kvalifikált, ötször pedig kiesett. Az amerikai nagydíjtól Allen Berg vezette, de nemcsak ezt, hanem a csapat másik két autóját is. Általában befejezte a versenyeket, de túl messze volt a pontszerzéstől. Az olasz nagydíjon ALex Caffi is ezzel az autóval debütált, viszont őt nem rangsorolták, mert túl nagy hátrányt szedett össze.

## Eredmények
| Év   | Csapat               | Motor           | Gumik | Pilóták            | 1   | 2   | 3   | 4   | 5   | 6   | 7   | 8   | 9   | 10  | 11  | 12  | 13  | 14  | 15  | 16  | Pontok | Helyezés |
| ---- | -------------------- | --------------- | ----- | ------------------ | --- | --- | --- | --- | --- | --- | --- | --- | --- | --- | --- | --- | --- | --- | --- | --- | ------ | -------- |
| 1984 | Osella Squadra Corse | Alfa Romeo 890T | M     |                    | BRA | RSA | BEL | SMR | FRA | MON | CAN | DET | USA | GBR | GER | AUT | NED | ITA | EUR | POR | 2      | 12.      |
| 1984 | Osella Squadra Corse | Alfa Romeo 890T | M     | Piercarlo Ghinzani | KI  | NI  | KI  | NK  | 12  | 7   | KI  | KI  | 5   | 9   | KI  | KI  | KI  | 7   | KI  | KI  | 2      | 12.      |
| 1984 | Osella Squadra Corse | Alfa Romeo 890T | M     | Jo Gartner         |     |     |     |     |     |     |     |     |     | KI  | KI  | KI  | 12  | 5   | KI  | 16  | 2      | 12.      |
| 1985 | Kelémata Osella      | Alfa Romeo 890T | M     |                    | BRA | POR | SMR | MON | CAN | DET | FRA | GBR | GER | AUT | NED | ITA | BEL | EUR | RSA | AUS |        |          |
| 1985 | Kelémata Osella      | Alfa Romeo 890T | M     | Piercarlo Ghinzani | 12  | 9   |     |     |     |     |     |     |     |     |     |     |     |     |     |     | 0      | -        |
| 1986 | Osella Squadra Corse | Alfa Romeo 890T | M     |                    | BRA | ESP | SMR | MON | BEL | CAN | USA | FRA | GBR | GER | HUN | AUT | ITA | POR | MEX | AUS |        |          |
| 1986 | Osella Squadra Corse | Alfa Romeo 890T | M     | Christian Danner   | KI  | KI  | KI  | NK  | KI  | KI  |     |     |     |     |     |     |     |     |     |     | 0      | -        |
| 1986 | Osella Squadra Corse | Alfa Romeo 890T | M     | Allen Berg         |     |     |     |     |     |     | KI  |     |     | 12  | KI  | KI  |     | 13  | 16  | NR  | 0      | -        |
| 1986 | Osella Squadra Corse | Alfa Romeo 890T | M     | Alex Caffi         |     |     |     |     |     |     |     |     |     |     |     |     | NR  |     |     |     | 0      | -        |

## Forráshivatkozások
1. 1 2 3  Tíz év küzdelem – az Osella-sztori (magyar nyelven). Napi F1 sztori, 2022. január 29. (Hozzáférés: 2025. január 30.)